# Новобериславский сельский совет (Бериславский район)
Новобериславский сельский совет (укр. Новобериславська сільська рада) — входит в состав
Бериславского района
Херсонской области
Украины.
Административный центр сельского совета находится в 
с. Новоберислав
.

## Населённые пункты совета
- с. Новоберислав